# Lombardia vaskoronája

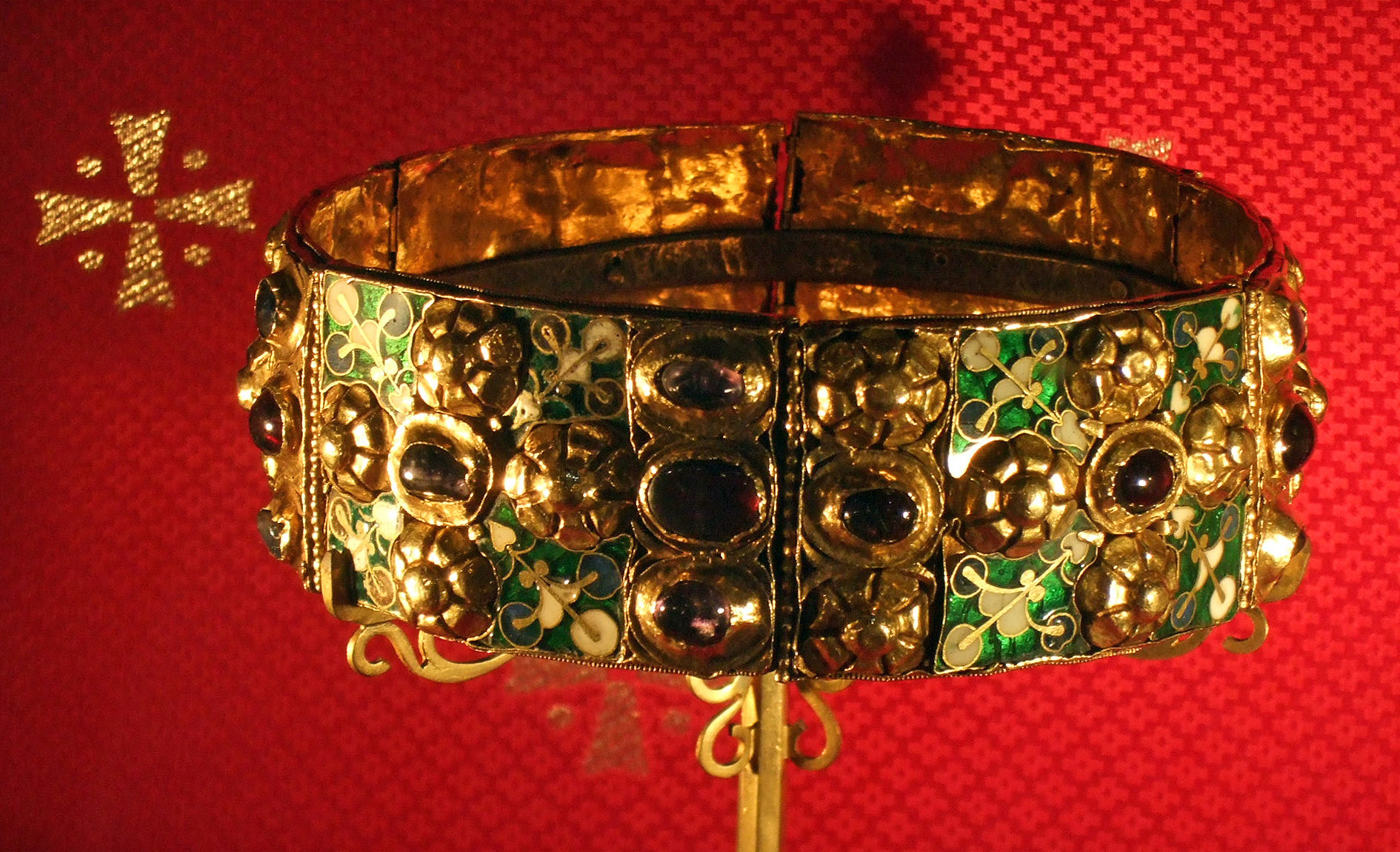
Lombardia vaskoronája

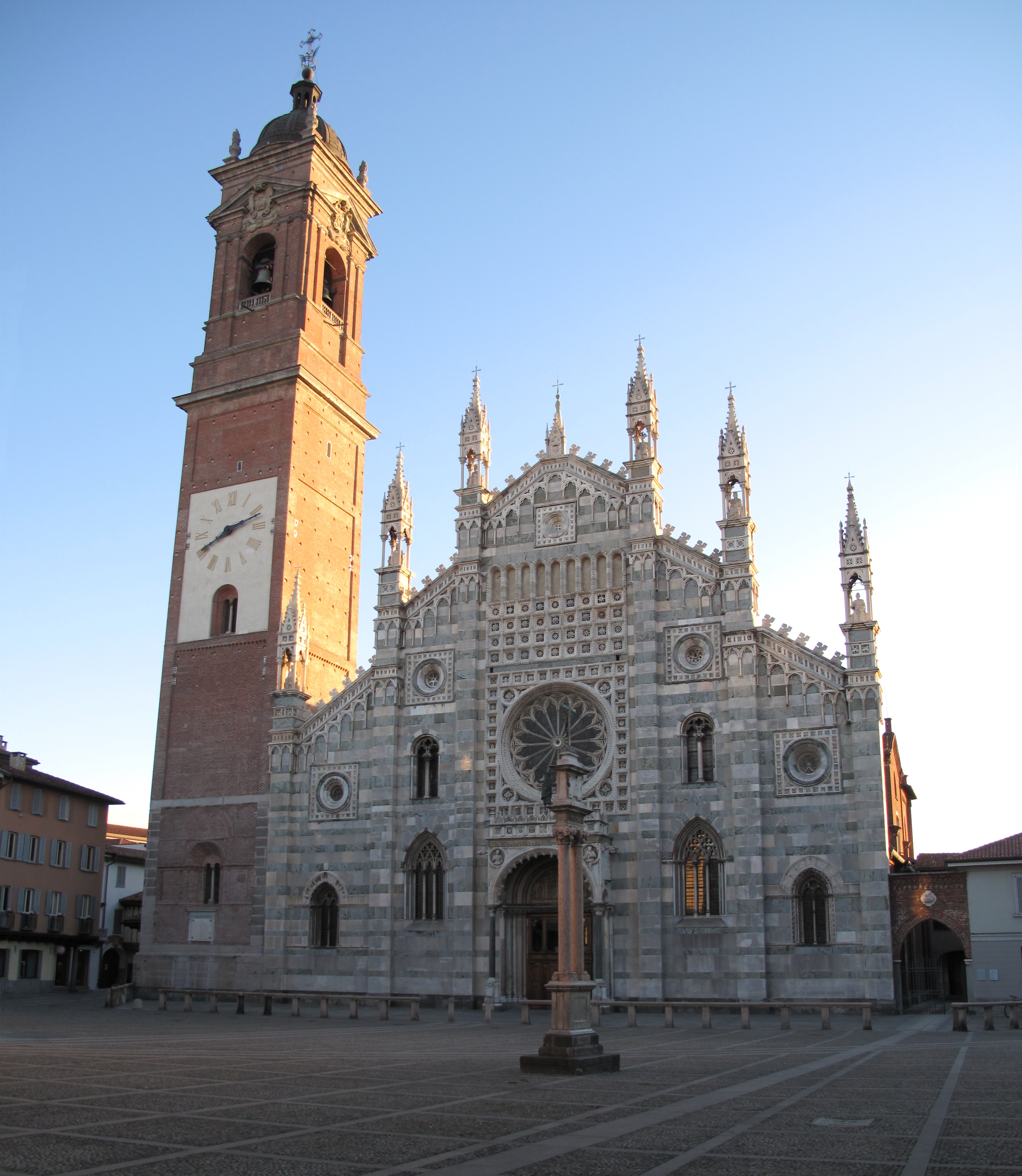
A Monzai Katedrális

Lombardia vaskoronája (Corona Ferrea) Európa egyik legrégebbi antik ereklyéje és királyi jelképe. A monzai Keresztelő Szent János-katedrálisban őrzik, Milánótól, a modern Lombardia központjától nem messze.

## Ókor
A Vaskorona nevét a belsejében lévő, egy centiméter vastag vaspántról kapta, amely állítólag az egyik olyan vasszegből készült, amelyikkel Jézus Krisztust keresztre feszítették. A hagyomány szerint ezt a szeget először Nagy Konstantin római császár kapta anyjától, Helénától, a kereszt megtalálójától.
A szeg a népvándorlás idején került a lombard királyok birtokába, amikor megszállták Észak-Itáliát. A legenda szerint Theodelinda lombard királyné részt vett a megtalálásában. A korona a Lombard Királyság, majd a későbbi középkori Itáliai Királyság egyik szimbólumává vált.
A korona külső része hat zománcozott aranyrészből lett összekovácsolva. 22 drágakővel készült, amelyek kereszt- és virágreliefeket díszítenek.
Kis formája és vasalásos konstrukciója azt jelzi, hogy egy nagyobb korona része lehetett, amit a monzai székesegyháznak ajándékoztak, ahol szent ereklyeként őrzik. Ám a kis formát az is indokolhatja, hogy – bizonyos történelmi dokumentumok szerint – később két aranylemezt eltávolítottak belőle.

## Középkori használat
A 9.-től a 19. századig Itália királya a mindenkori német-római császár volt.  Paviában sokuk koronáztatta meg magát a Vaskoronával, a királyság formális jelképével. Híres császárok, mint Nagy Károly, I. (Nagy) Ottó, IV. Henrik és I. (Barbarossa) Frigyes is.
1026. március 1-jén Heribert, Milánó bíborosa, II. Konrádot Milánóban koronázta meg vele, Pavia helyett.

## Modern kori használat
1805. május 26-án I. Napóleon francia császár is ezzel a koronával koronázta magát az általa kreált Itáliai Királyság uralkodójává Milánóban, hatalmas pompa közepette. A trónra ülve a milánói bíboros felruházta a királyi jelképekkel és feltette a Vaskoronát az oltárra, majd visszahelyezte a fejére, a lombard királyok koronázásának szövegét kiáltva: „Dieu me la donne, gare à qui la touche” („Isten ezt nekem adta, óvakodjon bárki hozzáérniǃ”).
Erre az alkalomra 1805. június 15-én Napóleon megalapította a Vaskorona-rendet. Bonaparte bukása, és Lombardiának az Osztrák Császársághoz való csatolása után, 1815-ben I. Ferenc osztrák császár 1816. január 1-jén újraalapította, Osztrák Császári Vaskorona-rend néven.
I. Ferdinánd császár ezzel koronáztatta magát a Lombard–Velencei Királyság királyává, 1838. szeptember 6-án.
1859-ben, amikor Ausztria a solferinói csatában súlyos vereséget szenvedett a francia császári csapatoktól, és ennek nyomán az osztrákok kivonulni kényszerültek Lombardiából, a Vaskoronát Bécsbe vitték. A császári kincstárban (Schatzkammer) őrizték 1866-ig, a porosz–osztrák–olasz háborúig. A háborút lezáró békeszerződés értelmében, ekkor visszaadták az Olasz Királyságnak.